# Olaf Miehe
Olaf Miehe (* 3. März 1935 in Strasburg (Uckermark); † 5. Juli 2010) war ein deutscher Rechtswissenschaftler und Hochschullehrer an der Ruprecht-Karls-Universität Heidelberg.

## Leben
1955 begann Miehe ein Studium der Rechtswissenschaften an der Universität Hamburg und hospitierte daneben an der Hamburger Musikhochschule. 1956 wechselte er an die Universität Göttingen, wo er 1959 sein Erstes Juristisches Staatsexamen ablegte. 1964 promovierte er bei Friedrich Schaffstein zum Dr. iur. und legte sodann im selben Jahr sein Zweites Staatsexamen ab. Darauf arbeitete er als Schaffsteins Assistent, bis er 1971 seine Habilitation abschloss und die Venia legendi für die Fächer Strafrecht und Strafprozeßrecht, Kriminologie und Jugendrecht erhielt. Ab 1973 hatte er einen ordentlichen strafrechtlichen Lehrstuhl an der Universität Heidelberg inne, wo er bis zu seiner Emeritierung 2001 lehrte und forschte. Im Wintersemester 1991/92 war er an die TU Dresden abgeordnet; ab 1991 nahm er verschiedene Lehraufträge an der Universität Leipzig wahr.
Er war verheiratet und hatte drei Töchter.

## Wirken und Werke (Auswahl)
Miehe konzentrierte sich in seiner Forschung vor allem auf das Jugendstrafrecht und die Jugendkriminologie. Er publizierte jedoch auch zum restlichen materiellen Strafrecht, insbesondere zu den Vermögensdelikten.
- Die Bedeutung der Tat im Jugendstrafrecht – Zugleich ein Beitrag zur verfassungsrechtlichen Kritik der jugendrichterlichen Zumessung. Schwartz, Göttingen 1964 (Dissertation).
- Der Mord an Winckelmann. Vandenhoeck u. Ruprecht, Göttingen 1968.
- Unbewußte Verfügungen – Zur Spannung zwischen Unrechtsgehalt und Tatbild des Betruges. v. Decker, Heidelberg 1987.